# Грей, Генри, 3/6-й барон Грей из Коднора
Генри де Грей (англ. Henry de Grey; приблизительно 1404 — 14 июля 1444) — английский аристократ, крупный землевладелец Валлийской марки, барон Грей из Коднора с 1430 года (по разным версиям нумерации, 3-й или 6-й). Второй сын Ричарда де Грея, 1-го или 4-го барона, и Элизабет Бассет. Унаследовал семейные владения и баронский титул после смерти старшего брата Джона. Был женат на Маргарет Перси, дочери сэра Генри Перси и Элизабет Бардольф. В этом браке родился сын Генри (приблизительно 1435—1496), 4-й или 7-й барон Грей из Коднора.